# 查尔斯·布罗克登·布朗

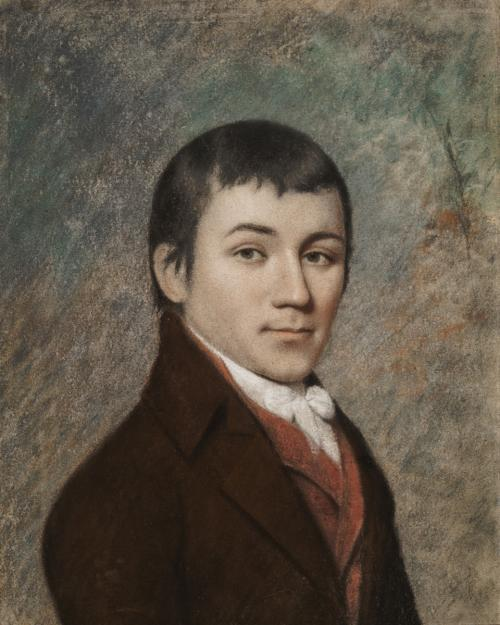
查尔斯·布罗克登·布朗

查尔斯·布罗克登·布朗（1771年1月17日 - 1810年2月22日）是一位美国小说家、历史学家和编辑。布朗支持美國佔領路易斯安那领地并反对1807年禁运法案。1810年2月22日，布朗在费城因肺结核去世，享年39岁。 